# Ágios Loukás (Eubée)
Ágios Loukás, en grec moderne : Άγιος Λουκάς, est un village du dème de Kými-Alivéri, sur l'île d'Eubée, en Grèce.
Selon le recensement de 2011, la population d'Ágios Loukás compte 885 habitants.